# 苏州毒地案
苏州毒地案或称陆家嘴百亿毒地案、苏钢百亿毒地事件是指陸家嘴集團及其下属子公司因在苏州高新区开发的房地产项目出现土地污染后，在江苏省高级人民法院向苏钢集团、苏州市环境科学研究所、苏州市苏城环境科技有限责任公司、苏州国家高新技术产业开发区管理委员会、苏州市自然资源和规划局提起的民事诉讼案件。2023年11月4日，陸家嘴集團对外公告这一案件。11月8日，引起中国舆论关注。索赔金额达百亿元人民币。

## 涉案地产
该案所涉地产是位于苏州高新区（虎丘区浒墅关镇）苏通路北、苏钢路东的17块土地。最早是苏钢集团老厂区。相关报道分别称为焦化区、非焦化区，非焦化区即主要用途为炼钢厂的区域。有当地人在采访中称，苏钢厂生产老式管道煤气，属于钢铁厂变焦炭的副产品，污染性很强。
2008年12月，苏州市国土资源局经收储、挂牌将苏钢集团老厂区部分地块用途调整为住宅、商业、商务金融用地。后出让给苏钢集团，地块编号为苏地2008-G-6号，包括5个子地块，土地面积约66.4万平方米，此后地块一直未开发。日后，成为苏钢集团全资子公司苏州绿岸房地产开发有限公司核心资产。2016年时，已是苏州市房地产业中体量最大的地块。苏州国家高新技术产业开发区管理委员会官方微信公众号对外表述，该项目总占地面积约66万平方米，开发总体量（建筑面积）约157万平方米，是苏州高新区首个百万方城市区域综合体项目。
2016年8月，上海联合产权交易所发布苏钢集团委托北大医疗产业园科技有限公司提交的苏州绿岸95%股权转让的公告。苏钢集团披露信息提及，苏州绿岸名下地块中，焦化区的污染主要集中在4号地块局部区域。根据修复目标值，最终确定0-18米深度内，污染范围为1.75万平方米，污染土方量为3.96万立方米。10月，陸家嘴集團下属全资公司上海佳湾资产管理有限公司和佳二公司（通过信托计划）组成联合体，经过200多轮竞拍，以85.25亿元总金额取得苏州绿岸95%股权及相关债务，由此获得苏州绿岸名下17块土地的使用权。土地性质为住宅、商办、工业(研发)、教育等。
2017年8月至2020年4月，苏州绿岸宣称完成4号地块治理修复，修复效果评估通过专家评审。2023年11月时，陸家嘴集團指17块土地中有14块土地存在污染。而陸家嘴集團已开发8块土地。部分住宅小区已销售完成并入住，部分商业和写字楼、学校等都已建设完成。

## 事件经过

### 2023年11月之前
位于最北边2号地块的苏州雷丁学校在2021年6月办理办学许可证的过程中，因土地污染、环评不过关，被迫关停。开发商对于其他地块住宅业主的质疑，表示14号地块不存在污染问题。
2022年4月13日，陸家嘴集團发布公告称项目中的2号、13号地块及尚未开发的3号、4号地块存在严重污染风险。这四幅地块的土壤或地下水中诸多元素大幅超标，不符合该等地块原对应的规划用地标准。
2022年4月，中央第二生态环境保护督察组点名7个地块存在土地污染，土壤、地下水中诸多元素大幅超标，不符合该地块原对应的规划用地标准。第三方检测机构检测结果显示，多处地块土壤中苯并芘、萘严重超标。
2023年2月2日，苏州高新区管委会发布《苏州绿岸项目2#地块土壤污染状况调查报告》，明确提到土地及地下水均存在污染。同月，陸家嘴集團对外透露，公司已主动暂停苏州绿岸项目相关开发、建设、销售工作，并对所有污染地块实施严格管理，未来将持续申诉、维权，坚持要求相关责任方承担责任。

### 2023年11月
2023年11月4日，陸家嘴集團对外发布公告称：上海陆家嘴金融贸易区开发股份有限公司、公司控股子公司上海佳湾资产管理有限公司、公司控股子公司上海佳二实业投资有限公司与江苏苏钢集团有限公司、苏州市环境科学研究所、苏州市苏城环境科技有限责任公司、苏州国家高新技术产业开发区管理委员会、苏州市自然资源和规划局因土壤污染产生侵权纠纷，原告方向江苏省高级人民法院提起民事诉讼。近日，原告方收到本案书面《受理案件及告知合议庭组成通知书》（案号：（2023）苏民初 11 号）。陸家嘴集團请求判令苏钢集团向原告承担赔偿人民币10,043,925,260.35元，另外四名被告承担连带责任。
11月6日，陸家嘴集團董事长徐而进在业绩说明会上表示，公司专项工作小组正全力以赴开展处置、维权工作，推动相关责任方承担后续处置责任。
11月8日，引起中国舆论关注。《法治日报》报道，江苏省高级人民法院立案受理后，由环资庭组成合议庭，将依法公开开庭审理。受事件影响，陸家嘴集團股价在11月9日下跌4.52%，11月10日继续下跌6.87%，报收8.27元。市值缩水近50亿元。
11月10日凌晨，苏钢集团发布首条声明。声明驳斥陸家嘴集團所称“14块土地存在污染”的指控，表示焦化区1、2、3、4、5、6号和非焦化区10号地块（其中仅2号地块已开发建设），经治理修复后可安全利用，其他地块均是可安全利用的地块。

## 备注
1. 1 2  苏州市环境科学研究所（苏州市环境保护宣传教育中心）是苏州市人民政府下属的苏州市生态环境局直属单位公益类事业单位。单位职能与环境污染相关[7]。
2. 1 2  苏州市自然资源和规划局为苏州市人民政府组成部门。
3. ↑  中央生态环境保护督察由中华人民共和国生态环境部进行。